# Cerkev Vasilija blaženega, Moskva
Cerkev Vasilija Blaženega (rusko собо́р Васи́лия Блаже́нного, Sobor Vasilija Blažennogo) je krščanska cerkev na Rdečem trgu v Moskvi, Rusija in velja za kulturni simbol države. Stavba, ki je zdaj muzej, je uradno znana kot stolnica/sobor zaščitnice svete Device na jarku (Собо́р Покрова́ Пресвято́й Богоро́дицы, что на Рву /Sobor Pokrova Presvjatoj Bogorodici, čto na Rvu) ali Pokrovska stolnica (Покро́вский собо́р/Pokrovski sobor). Zgrajena je bila od leta 1555 do 1561 po naročilu Ivana Groznega in spominja na zajetje Kazana in Astrahana. Bila je najvišja zgradba v mestu do dokončanja zvonika Ivana Velikega leta 1600.
Prvotna zgradba, znana kot Cerkev svete Trojice in pozneje stolnica svete Trojice, je vsebovala osem cerkva, razporejenih okoli devete, osrednje cerkve; leta 1588 je bila postavljena deseta cerkev nad grobom čaščenega lokalnega svetnika Vasilija (Bazilij). V 16. in 17. stoletju je bila cerkev, ki je bila (tako kot vse cerkve v bizantinskem krščanstvu) doživljana kot zemeljski simbol nebeškega mesta, popularno znana kot Jeruzalem in je služila kot alegorija Jeruzalemskega templja v vsakoletni procesiji na Cvetno nedeljo, ki sta se je udeležila moskovski patriarh in car.
Stavba je oblikovana kot plamen kresa, ki se dviga v nebo, zasnova, ki v ruski arhitekturi nima vzporednice. Dmitrij Švidkovski v svoji knjigi Ruska arhitektura in zahod navaja, da »je kot nobena druga ruska zgradba. Nič podobnega ni mogoče najti v celotnem tisočletju bizantinske tradicije od 5. do 15. stoletja ... nenavadnost, ki osupne s svojo nepričakovanostjo, zapletenost in bleščeče prepletanje številnih podrobnosti njene zasnove«. Cerkev je napovedala vrhunec ruske nacionalne arhitekture v 17. stoletju.
Kot del programa državnega ateizma je bila cerkev odvzeta ruski pravoslavni skupnosti kot del antireligioznih akcij Sovjetske zveze in je od leta 1928 delovala kot oddelek Državnega zgodovinskega muzeja. Popolnoma sekularizirana je bil leta 1929 in ostaja last Ruske federacije. Cerkev je od leta 1990 del Unescove svetovne dediščine Moskovski Kremelj in Rdeči trg . Pravzaprav ne gre za Kremelj, ampak je v zahodnih medijih med hladno vojno pogosto služil kot vizualni metonim za Rusijo in Sovjetsko zvezo, in so jo tujci včasih pomešali s samim Kremljem. Z razpadom Sovjetske zveze leta 1991, so bile od leta 1997 obnovljene tedenske pravoslavne krščanske maše z molitvijo k svetemu Vasiliju.

## Gradnja pod Ivanom IV.
V zgodovini je cerkev v preteklosti zasedala trg med vrati sv. Frolja (pozneje Odrešenika) Moskovskega kremlja in posado (naselje v Ruskem cesarstvu, ki je bilo pogosto obdano s stenami in jarkom, in je mejilo na mesto ali na kremelj, vendar zunaj njega). Središče trga je zaznamovala cerkev sv. Trojice, zgrajena iz istega belega kamna kot Kremelj Dmitrija Donskega (1366–68) in njegove stolnice. Car Ivan IV. Grozni je obeležil vsako zmago rusko-kazanske vojne s postavitvijo lesene spominske cerkve ob zidovih cerkve sv. Trojice; do konca svoje akcije v Astrahanu je bila v gručo zajetih sedem lesenih cerkva. Po poročilu v Nikonovi kroniki je Ivan jeseni leta 1554 ukazal zgraditi na istem mestu leseno cerkev Priprošnje, 'na jarku'. Leto pozneje je Ivan ukazal graditi novo kamnito stolnico na mestu cerkve sv. Trojice v počastitev svojih pohodov. Posvetitev cerkve v vojaško zmago je bila 'velika inovacija' za Moskovje. Postavitev cerkve zunaj kremeljskih zidov je bila politična izjava v korist posadskih občanov in proti dednim bojarjem (бояrom).
Sodobni komentatorji so novo stavbo jasno opredelili kot cerkev sv. Trojice, po njenem najbolj vzhodnem svetišču ; status katolikona (собор, sobor, velika sestavljena cerkev v mestu) še ni bil podeljen:
Na Trojici na jarku v Moskvi .

Istega leta je z voljo carja in gospoda in velikega kneza Ivana začel izdelati zastavljeno cerkev, kot je obljubil za zajetje Kazana: Trojico in Priprošnjo ter sedem svetišč, imenovanih tudi 'na jarku'. In graditelj je bila Barma z družbo.
- Piškarjeva kronika, 1560 (7068 po bizantinskem koledarju)
Identiteta arhitekta ni znana. Tradicija je veljala, da sta cerkev gradila dva arhitekta, Barma in Postnik: [20] v uradnem registru ruske kulturne dediščine sta navedena 'Barma in Postnik Jakovlev'. Raziskovalci so predlagali, da se obe imeni nanašata na isto osebo, Postnik Jakovlev ali, alternativno, Ivan Jakovlevič Barma (Varfolomej). Legenda pravi, da je Ivan arhitekta oslepil, da mojstrovine ni mogel znova ustvariti drugje. Številni zgodovinarji so prepričani, da gre za mit, saj je pozneje arhitekt sodeloval pri gradnji cerkve Marijinega oznanjenja v Moskvi, pa tudi pri gradnji obzidja in stolpov Kazanskega Kremlja. Postnik Jakovlev je ostal aktiven vsaj v 1560-ih.
Obstajajo dokazi, da so pri gradnji sodelovali kamnoseki iz Pskova [28] in nemških dežel.

## Arhitekturni slog
Ker cerkev nima analogije - v prejšnji, sodobni ali poznejši arhitekturi Moskve in bizantinske kulturne tradicije na splošno - so viri, ki so navdihnili Barmo in Postnik, sporni. Eugène Viollet-le-Duc je zavrnil evropske korenine za stolnico, saj je menil, da so njeni konzolni loki bizantinski in nazadnje azijski. Sodobna »azijska« hipoteza meni, da je stolnica poustvaritev mošeje Qolşärif, ki so jo ruske čete uničile po obleganju Kazana.
Ruski pisci iz 19. stoletja, začenši z Ivanom Zabelinom, so poudarili vpliv ljudskih lesenih cerkva ruskega severa; njihovi motivi so se pojavili v zidanih, zlasti votivne cerkve, ki niso potrebovale veliko vernikov. David Watkin je pisal tudi o mešanici ruskih in bizantinskih korenin, in stolnico imenoval 'vrhunec' ruske ljudske lesene arhitekture.
Cerkev združuje zloženo slojevito zasnovo najzgodnejšega (1505–1508) dela zvonika Ivana Velikega, osrednji šotor cerkve Vnebovzetja v Kolomenskem (1530) in valjasto obliko cerkve Janeza Krstnika v Djakovu (1547); vendar je izvor teh edinstvenih zgradb enako problematičen. Cerkev na Kolomenskem je po besedah Sergeja Podjapolskega zgradil Italijan Petrok Maly, čeprav zgodovina še ni sprejela njegovega mnenja. Andrey Batalov je revidiral leto dokončanja cerkve v Dyakovem med 1547 do 1560-ih in 1570-ih in ugotovil, da cerkev sv. trojice sploh ni mogla imeti oprijemljivih predhodnic.
Dmitrij Švidkovski je predlagal, da so 'neverjetne' oblike cerkve sv. Trojice in Vnebovzete v Kolomenskem videti kot nastajajoča nacionalna renesansa, ki meša prejšnje moskovske elemente z vplivom italijanske renesanse. V Moskvi je v obdobju 1474–1539 neprestano delovala velika skupina italijanskih arhitektov in obrtnikov ter grških beguncev, ki so v mesto prispeli po padcu Carigrada. Ti dve skupini sta po Švidkovskem pomagali moskovskim vladarjem pri kovanju nauka o tretjem Rimu, kar je posledično spodbujalo asimilacijo sodobne grške in italijanske kulture. Švidkovski je opozoril na podobnost tlorisa stolnice z italijanskimi koncepti Antonia da Sangalla, mlajšega in Bramanteja, najverjetneje pa na Filaretejev Trattato di architettura. Drugi ruski raziskovalci so opazili podobnost s skicami Leonarda da Vincija, čeprav ga v Ivanovi Moskvi niso mogli poznati. Nikolaj Brunov je prepoznal vpliv teh prototipov, ne pa tudi njihovega pomena; predlagal je, da je Moskva sredi 16. stoletja že imela lokalne arhitekte, usposobljene za italijansko tradicijo, arhitekturno risbo in perspektivo in da se je ta kultura izgubila v obdobju težav.
Andrey Batalov je zapisal, da so jo sodeč po številu novih elementov, ki so jih uvedli s cerkev, najverjetneje zgradili nemški obrtniki. Batalov in Švidkovski sta ugotovila, da so v času Ivanove vladavine Nemci in Angleži zamenjali Italijane, čeprav je nemški vpliv prišel kasneje v času vladavine Mihaela Romanova. Nemški vpliv posredno podpirajo rustificirani pilastri osrednje cerkve, značilnost pogostejša v sodobni severni Evropi kot v Italiji.
Akademska izdaja Monument of Architecture in Moscow iz leta 1983 zavzema sredino: cerkev je najverjetneje produkt zapletene interakcije izrazitih ruskih tradicij lesene in kamnite arhitekture, pri čemer so nekateri elementi izposojeni iz del Italijanov v Moskvi. Zlasti slog opečnega zidanja v obokih je italijanski.

## Postavitev
Namesto da bi sledili prvotni ad hoc postavitvi (sedem cerkva okrog osrednjega jedra), so se Ivanovi arhitekti odločili za bolj simetričen tloris z osmimi stranskimi cerkvami okoli jedra, izdelajo »temeljito skladen, logičen tloris«, na kar je vplival spomin na Ivanova iracionalna grozodejstva. Osrednje jedro in štiri večje cerkve na štirih glavnih kompasnih točkah so osmerokotne; štiri diagonalno postavljene manjše cerkve so kuboidne, čeprav je njihova oblika komaj vidna v poznejših dodatkih. Večje cerkve stojijo na masivnih temeljih, manjše pa so bile postavljene na dvignjeno ploščad, kot da lebdijo nad tlemi.
Čeprav so stranske cerkve urejene v popolni simetriji, cerkev kot celota ni. Večja osrednja cerkev je bila namerno odmaknjena proti zahodu od geometrijskega središča stranskih cerkva, da bi lahko namestili njeno večjo apsido na vzhodni strani. Zaradi te subtilne izračunane asimetrije je gledanje s severa in juga zapleteno večosno obliko, medtem ko se zahodna fasada, obrnjena proti Kremlju, zdi pravilno simetrična in monolitna. Slednje dojemanje je podkrepljeno s trdnjavskim slogom mašikul in konzolnim vogalom zahodne cerkve Vstop v Jeruzalem, ki zrcali resnične utrdbe Kremlja.
Znotraj sestavljene cerkve je labirint ozkih obokanih hodnikov in navpičnih cilindrov cerkva. Danes cerkev sestavlja devet posameznih kapel. Največja, osrednja cerkev Priprošnje, je v notranjosti visoka 46 metrov, tlorisna površina pa le 64 kvadratnih metrov. Kljub temu pa je s svojimi izjemno debelimi zidovi širša kot cerkve na Kolomenskem. Hodniki so delovali kot notranji parvis (trg pred cerkvijo); zahodni hodnik, ki ga krasi edinstven raven kasetiran strop, podvojen kot narteks.
Samostojen zvonik prvotne cerkve sv. Trojice je stal jugozahodno ali južno od glavne zgradbe. Načrti poznega 16. in začetka 17. stoletja prikazujejo preprosto zgradbo s tremi strešnimi šotori, najverjetneje pokritimi s pločevino. Do danes ni ohranjena nobena tovrstna zgradba, čeprav je bila takrat običajna in se je uporabljala na vseh prehodnih stolpih Skorodoma. Panorama Avgusta von Meyerberga (1661) predstavlja drugačno stavbo z gručo majhnih čebulnih kupol.

## Struktura
Temelji, kot je bilo tradicionalno v srednjeveški Moskvi, so bili zgrajeni iz belega kamna, same cerkve pa so bile zgrajene iz rdeče opeke (28 x 14 x 8 cm), razmeroma nov material (prva potrjena opečna stavba v Moskvi, novi Kremeljski zid, so začeli graditi leta 1485). [56] Raziskave zgradbe kažejo, da je nivo kleti popolnoma poravnan, kar kaže na uporabo profesionalnega risanja in merjenja, vendar vsaka naslednja raven postaja manj pravilna. Restavratorji, ki so v letih 1954–1955 zamenjali dele zidov so odkrili, da masivni opečni zidovi skrivajo notranji leseni okvir, ki vodi po celotni višini cerkve. Ta okvir, izdelan iz natančno vezanih tankih čepkov, je bil postavljen kot prostorski model prihodnje cerkve v naravni velikosti in je bil nato postopoma zaprt v masivnem zidu.
Gradbeniki, očarani nad fleksibilnostjo nove tehnologije, so opeko uporabljali kot dekorativni medij znotraj in zunaj, tako da je bilo odprtih čim več opečnih zidov; kadar je lokacija zahtevala uporabo kamnitih zidov, je bila okrašena z vzorcem opeke, ki je bila naslikana na štukature. Glavna novost, ki jo je uvedla cerkev, je bila uporaba strogo 'arhitekturnih' sredstev zunanje dekoracije. Skulpture in sakralni simboli, ki jih je uporabljala prejšnja ruska arhitektura, popolnoma manjkajo; poznejši dodatek so cvetni okraski. Namesto tega se cerkev ponaša z raznolikostjo tridimenzionalnih arhitekturnih elementov, izvedenih v opeki.

## Barva
Cerkev je današnje žive barve v več stopnjah dobila od 1680-ih do 1848. Ruski odnos do barve se je v 17. stoletju spremenil v prid svetlih barv; ikonografska in stenska umetnost je doživela eksplozivno rast števila barv, barvil in njihovih kombinacij. Prvotna barvna shema je bila veliko manj zahtevna. Sledila je upodobitev nebeškega mesta v knjigi Razodetja:
Sedeči je bil na pogled podoben kamnu jaspisu in sardiju, vsenaokrog prestola pa se je pela mavrica, na oko podobna smaragdu. Okrog prestola je bilo štiriindvajset prestolov in na prestolih je sedelo štiriindvajset starešin, ogrnjenih v bela oblačila, z zlatimi venci na glavah. — Raz 4,3–4 (različica kralja Jakoba)
Na 25 sedežev iz svetopisemskega zapisa spominja sestava, z osmimi majhnimi čebulnimi kupolami okoli osrednjega šotora, štirimi okoli zahodne stranske cerkve in štirimi drugje. Ta ureditev je preživela večino 17. stoletja. Stene cerkve so mešale golo rdečo opeko ali poslikane imitacije opeke z belimi okraski, v približno enakem razmerju. Kupole, prekrite s kositrom, so bile enakomerno pozlačene, kar je ustvarilo splošno svetlo, a dokaj tradicionalno kombinacijo bele, rdeče in zlate barve. Zmerna uporaba zelenih in modrih keramičnih vložkov je pomenila mavrico, kot jo določa Sveto pismo.

## Razvoj

### 1583–1596
Prvotna cerkev sv. Trojice je leta 1583 pogorela in bila do leta 1593 obnovljena. Deveto svetišče, posvečeno Vasilija Blaženega (1460 -1552), je bilo dodano leta 1588 poleg severovzhodnega svetišča Treh patriarhov. Drugi cerkveni svetnik Ivan Blaženi je bil leta 1589 pokopan na cerkvenih tleh; svetišče v njegov spomin je bilo postavljeno leta 1672 znotraj jugovzhodne arkade.
Obok Vasilijevega svetišča služi kot referenčna točka pri ocenjevanju kakovosti moskovske kamnoseške in inženirske obrti. Kot eden izmed prvih obokov predstavlja povprečje inženirske obrti, ki je dosegla vrhunec desetletje pozneje v cerkvi sv. Trojice v Horošovu (dokončana 1596). Obrt se je izgubila v obdobju težav; stavbe iz prve polovice 17. stoletja nimajo izpopolnjenosti iz poznega 16. stoletja, kar je nadomestilo slabo gradbeno znanje z debelejšimi zidovi in težjimi oboki.

### 1680–1683
Drugi in najpomembnejši krog ponovnega opremljanja in širjenja se je zgodil v letih 1680–1683. Devet cerkva je obdržalo svoj videz, vendar so prizidki arkad v pritličju in ploščad v nadstropju bili tako globoki, da je Nikolaj Brunov obnovil sestavljeno cerkev iz 'stare' stavbe in neodvisno delo, ki je vključevalo 'novo' cerkev sv. Trojice. Kar je bilo nekoč skupina devetih neodvisnih cerkva na skupni ploščadi, je postalo monolitni tempelj.
Prej odprte pritlične arkade so bile zapolnjenr z opečnim zidom; v novem prostoru so bili oltarji iz trinajstih nekdanjih lesenih cerkva, postavljenih na mestu Ivanove usmrtitev na Rdečem trgu. Lesena zavatja nad prvim nadstropjem in stopnice (vzrok pogostih požarov) so bila ponovno zgrajena v opeki, kar je ustvarilo današnje zavite galerije s šotorastimi strehami nad verandami in preddverji.
Stari samostojni zvonik je bil porušen; njegov kvadratni temelj je bil ponovno uporabljen za nov zvonik. Visoka enokapna streha tega zvonika, zgrajena v ljudskem slogu vladavine Alekseja I., je bistveno spremenila videz cerkve in dodala močno asimetrično protiutež sami stavbi. Učinek je najbolj izrazit na južni in vzhodni fasadi (gledano z Zarjadje), čeprav je zvonik dovolj velik, da se ga vidi z zahoda.
V istem obdobju so se pojavile prve okrasne stene v cerkvi, začenši s cvetnimi okraski v novih galerijah; stolpi so ohranili svoj prvotni vzorec zidanja. Končno je cerkev leta 1683 krasil poploščen vogal v rumeni in modri barvi, v katerem je pisana zgodovina cerkve v staroslovenski pisavi.

### 1737–1784
Leta 1737 je cerkev poškodoval ogromen požar, pozneje jo je obnovil Ivan Mičurin. Napisi, narejeni leta 1683, so bili odstranjeni med popravili 1761–1784. Cerkev je v notranjosti dobila svoje prve figurativne stene; vse zunanje in notranje stene prvih dveh nadstropij so bile prekrite s cvetnim okrasjem. Zvonik je bil s cerkvijo povezan s pritličnim dodatkom; zadnja preostala odprta oboka nekdanje pritlične arkade sta bila v istem obdobju zapolnjena, tako se je izbrisal zadnji namig na nekoč odprto ploščad ki je nosila devet cerkva Ivanovega Jeruzalema

### 1800–1848
Slike Rdečega trga, Fidorja Aleksejeva, narejene v letih 1800–1802 kažejo, da je bila cerkev do takrat zaprta v očitno kaotično gručo gospodarskih stavb; vrste trgovin so »Rdeči trg spremenile v podolgovato in zaprto dvorišče«. Leta 1800 je bil prostor med kremeljskim obzidjem in cerkvijo še vedno jarek. Jarek je bil napolnjen kot priprava na kronanje Aleksandra I. leta 1801. Francoske čete, ki so leta 1812 zasedle Moskvo, so cerkev uporabljale za hleve in oropale vse, kar je vredno zavzeti. Cerkvi je prizanesel moskovski požar (1812), ki je porušil Kitaj-gorod in jo čete niso uspele razstreliti po Napoleonovem ukazu. Notranjost je bila popravljena leta 1813, zunanjost pa leta 1816. Namesto da bi nadomestili manjkajoče keramične ploščice glavnega šotora, so Cerkev raje preprosto pokrili s kositrno streho.
Usoda neposrednega cerkvenega okolja je že od leta 1813 predmet sporov med urbanisti. Škoc William Hastie je predlagal čiščenje prostora okoli vseh strani cerkve in vse do reke Moskve, uradna komisija, ki sta jo vodila Fjodor Rostopčin in Mihail Cicjanov , pa se je strinjala, da bi očistila samo prostor med cerkvijo in Lobnjye mestom. Hastiejev načrt bi mesto lahko korenito spremenil, pa je izgubil opozicijo, katere načrte je decembra 1817 dokončno potrdil Aleksander I. (posebna odločitev o čiščenju ruševin okoli cerkve je bila izdana leta 1816).
Kljub temu je dejanska prenova Jožefa Boveja očistila ruševine in ustvarila Vasiljevski trg (cerkev sv. Vasilija) med cerkvijo in Kremeljskim obzidjem, tako da je zbrisal greben kremeljskega griča med cerkvijo in reko Moskvo. Rdeči trg se je odprl reki in »Sveti Bazilij je tako okronal obglavljeno gričevje«.  Bove je zgradil kamnito steno terase, ki je cerkev ločevala od tlaka Moskvoretske ulice; južna stran terase je bila dokončana leta 1834. Manjša popravila so se nadaljevala do leta 1848, ko so kupole dobile svoje današnje barve.

### 1890–1914
Konzervatorska društva so spremljala stanje cerkve in pozivala k ustrezni obnovi v celotnih 1880-ih in 1890-ih, vendar so ta zaradi pomanjkanja sredstev redno zamujala. Cerkev ni imela svoje kongregacije in se je lahko zanašala le na donacije, zbrane z javno kampanjo; državne oblasti v Sankt Peterburgu in lokalne v Moskvi so preprečile financiranje iz državnega in občinskih proračunov. Leta 1899 je Nikolaj II. neradi priznal, da so bili ti stroški potrebni, vendar so spet vsi vpleteni državni in občinski uradi, vključno s Sveto sinodo, zavrnili financiranje. Restavriranje, ki sta ga vodila Andrej Pavlinov (umrl 1898) in Sergej Solovjov, se je vleklo od 1896 do 1909; skupaj so uspeli zbrati približno 100.000 rubljev.
Obnova se je začela z zamenjavo strešne kritine. Solovjov je odstranil kositrno streho glavnega šotora, postavljeno v 1810-ih in ugotovil, da je veliko originalnih strešnikov manjkalo, drugi so bili razbarvani;  po dolgotrajni razpravi je bil celoten sklop ploščic na napeti strehi zamenjan z novimi. Druga dvomljiva odločitev je omogočila uporabo standardnih opek, ki so bile manjše od prvotnih iz 16. stoletja. Restavratorji so se strinjali, da je treba barvanje 19. stoletja nadomestiti z zgodovinskimi vzorci, vendar jih je bilo treba rekonstruirati in sklepati na podlagi srednjeveških miniatur. Na koncu so Solovjov in njegovi svetovalci izbrali kombinacijo temno rdeče in temno zelene, ki se je obdržala do danes. 
Leta 1908 je cerkev dobila svoj prvi ogrevalni sistem s toplim zrakom, ki zaradi toplotnih izgub v dolgih zračnih kanalih ni deloval dobro in je ogreval le vzhodna in severna svetišča. Leta 1913 so ga dopolnili s sistemom ogrevanja s črpanjem vode, ki je služil preostanku cerkve.

### 1918–1941
Med prvo svetovno vojno je cerkev vodil protojerej Ioann Vostorgov, nacionalistični pridigar in eden voditeljev Zveze ruskega naroda. Bolševiki so Vostorgova aretirali leta 1918 pod pretvezo, da je 'poneveril' podržavljene cerkvene posesti in bil usmrčen leta 1919. Cerkev je na kratko uživala 'osebni interes' Vladimirja Lenina. Leta 1923 je postala javni muzej, čeprav so se verski obredi nadaljevali do leta 1929.
Boljševiški načrtovalci so se zabavali z idejami o rušenju cerkve po Leninovem pogrebu (januar 1924). V prvi polovici 1930-ih je cerkev postala ovira za urbanistične načrte Josipa Stalina, ki jih je izvedel moskovski šef stranke Lazar Kaganovič. Spopad med konzervatorji, zlasti s Petrom Baranovskim, in upravo se je nadaljeval vsaj do leta 1936 in sprožil mestne legende. Zlasti pogosto pripovedovana zgodba je ta, da je Kaganovič izbral model cerkve, ko si je zamislil Rdeči trg brez nje, Stalin pa je ostro odgovoril: »Lazar, daj nazaj!« Podobno je Stalinov glavni načrtovalec, arhitekt Vladimir Semjonov, domnevno drznil »prijeti Stalinov komolec, ko je vodja pobral model cerkve, da bi videl, kako bo videti Rdeči trg brez nje«, zamenjal pa ga je čisti funkcionar Sergej Černišev.
Jeseni 1933 je bila cerkev izbrisana iz registra dediščine. Baranovskega so povabili, da opravi v zadnjem trenutku pregled cerkve pred rušenjem, nato pa so ga zaradi njegovih prigovorov aretirali. Medtem ko je služboval v gulagu, so se njegova stališča spremenila in do leta 1937 so celo trdi boljševiški načrtovalci priznali, da je treba cerkvi prizanesti. Spomladi 1939 je bila cerkev zaklenjena, najbrž zato, ker je bila rušitev spet na dnevnem redu; pa objava podrobne knjige Dmitrija Suhova o pregledu cerkve v letih 1939–1940 iz leta 1941govori proti tej domnevi.

### 1947 do danes
V prvih letih po drugi svetovni vojni so obnovitelji restavrirali zgodovinske arkade v pritličju in stebre, ki so podpirali ploščad v prvem nadstropju, počistili obokane in kasetirane strope v galerijah ter odstranili 'nezgodovinske' freske z oljno barvo 19. stoletja znotraj cerkva. V naslednjem krogu popravil, ki ga je vodil Nikolaj Sobolev v letih 1954–1955, je bila obnovljena prvotna barva, ki je posnemala zidanje in restavratorjem omogočila, da so se dokopali znotraj starega zidanega zidu, kar je razkrilo leseni okvir v njem. V 1960-ih je bila kositrna strešna kritina nadomeščena z bakrom.
Zadnji krog prenove je bil zaključen septembra 2008 z odprtjem obnovljenega svetišča sv. Aleksandra Svirskega . Stavba je še danes deloma v uporabi kot muzej, od leta 1991 pa jo Ruska pravoslavna cerkev občasno uporablja za maševanje. Od leta 1997 redno potekajo pravoslavni krščanski obredi. Danes vsako nedeljo ob 10. uri v cerkvi svetega Vasilija poteka bogoslužje.

## Poimenovanje
Stavba, prvotno znana kot cerkev sv. Trojice, je bila posvečena 12. julija 1561, in je bila pozneje povzdignjena v status sobor (podobno kot bazilika v katoliški cerkvi, vendar je običajno in napačno prevedeno kot stolnica). Trojica se po tradiciji nanaša na najbolj vzhodno svetišče Svete Trojice, medtem ko je osrednje svetišče cerkve posvečeno Marijini priprošnji. Skupaj z najbolj zahodnim svetiščem Vstopa v Jeruzalem ta svetišča tvorijo glavno os zahod-vzhod (Kristus, Marija, Sveta Trojica), druga svetišča pa so posvečena posameznim svetnikom.
| Lega                         | Tip              | Pesvečen                                                                                         | V spomin                                                 |
| ---------------------------- | ---------------- | ------------------------------------------------------------------------------------------------ | -------------------------------------------------------- |
| Prezbiterij                  | šotorasta streha | Priprošnja najsvetejši Bogorodici                                                                | Začetek zadnjega napada na Kazan, 1. oktobra 1552        |
| Zahod                        | Steber           | Vstop Kristusa v Jeruzalem                                                                       | Zmaga vojske Moskovske Velike kneževine                  |
| Severozahod                  | Križni obok      | Sv. Gregor Razsvetitelj Armenski                                                                 | Zajet stolp Kazanskega kremlja, 30. september 1552       |
| Sever                        | Steber           | Sveta mučenika Ciprijan in Justina (od 1786 sveti Adrijan in Natalija iz Nikomedije)             | zajet v Kazanskem kremlju, 2. oktober 1552               |
| Severovzhod                  | Križni obok      | Trije patriarhi Aleksandrije (od 1680 sv. Janez Usmiljeni)                                       | Poraz Jepančeve konjenice, 30. avgust 1552               |
| Vzhod                        | Steber           | Sveta Trojica                                                                                    | Zgodovinska cerkev Trojice na istem mestu                |
| Jugovzhod                    | Križni obok      | Sv. Aleksander Svirski                                                                           | Poraz Jepančeve konjenice, 30. avgust 1552               |
| Jug                          | Steber           | Ikona sv. Nikolaja iz reke Velikaja (Nikola Velikoretski)                                        | Ikono so v Moskvo prinesli leta 1555.                    |
| Jugozahod                    | Križni obok      | Sv. Barlaam Khutin                                                                               | Morda je bil zgrajeni v počastitev Vasilija III. Ruskega |
| Severovzhodni dodatek (1588) | Križni obok      | Vasilij Blaženi                                                                                  | Grob čaščenega lokalnega svetnika                        |
| Jugovzhodni dodatek (1672)   | Križni obok      | Polaganje tančice (od 1680: božično rojstvo, od leta 1916: sveti Janez Blagoslovljeni iz Moskve) | Grob čaščenega lokalnega svetnika                        |

Ime cerkev Priprošnjice se je začelo uporabljati pozneje, soobstajalo je s sv. Trojico. Od konca 16. stoletja do konca 17. stoletja se je cerkev popularno imenovala tudi Jeruzalem, glede na svojo cerkev vstopa v Jeruzalem in na sakralno vlogo v verskih obredih. Končno se je ime Vasilija Blaženega, ki je med gradnjo umrl in je bil pokopan na kraju, cerkve prijelo na začetku 17. stoletja.
Trenutna ruska tradicija sprejema dve sobivajoči se imeni cerkve: uradno cerkev Priprošnje svete Matere Božje na jarku in hram Vasilija Blaženega. Ko sta ti imeni navedeni skupaj, je to ime neuradno vedno drugo. Skupni zahodni prevodi cerkvi napačno podeljujejo status stolnice, vendar se kljub temu pogosto uporabljata tudi v akademski literaturi.

## Replike
Jalainurju v Notranji Mongoliji blizu Kitajske meje z Rusijo je bil zgrajen obsežni model cerkve svetega Vasilija Blaženega. V stavbi je znanstveni muzej.